# Santana (album)
Pour les articles homonymes, voir Santana.
Albums de Santana
Abraxas
(1970)
Santana est le premier album studio du groupe rock latino Santana, sorti le 30 aout 1969. Plus de la moitié de l'album est constitué d'instrumentaux résultant des jam sessions libres à l'origine de l'enregistrement. Le manager du groupe Bill Graham suggéra l'idée d'incorporer quelques morceaux plus conventionnels afin de toucher un plus large public mais réussit pour autant à garder le talent d'improvisation du groupe. 
L'album eut un succès considérable en grande partie grâce à la performance du groupe au Festival de Woodstock peu avant sa sortie. Le premier single issu du disque "Jingo" ne rencontra pas le succès escompté (stagnant à la 56ème place) contrairement à "Evil Ways" qui grimpa à la 9ème marche du Billboard Hot 100. L'album quant à lui atteignit la 4ème place du Billboard 200 dans la catégorie 'pop album' et la 26ème place des charts anglais. Il fut mixé et commercialisé en stéréo et quadriphonique. La pochette est signée Lee Conklin.

## Historique
Dans une analyse pour Rolling Stone à sa sortie, Langdon Winner considère Santana I comme un « chef d’œuvre de méthodes creuses » et un « plaisir de freak, rapide, entêtant, une musique frénétique sans réel contenu ». Il compare l'effet de cette musique à la methedrine qui fait « planer sans aucun sens, tout comme le jeu de Rolie et Santana répétant sans imagination parmi une monotonie de rythmes moyens et de paroles inconséquentes ». Robert Christgau de Village Voice partagea à l'époque le sentiment de Winner dans cette "école américaine de la musique amphétaminée. Beaucoup de bruit." 
Une revisite plus récente du disque toujours chez Rolling Stone était néanmoins plus enthousiaste, trouvant Santana I « sensationnel... avec ambition, passion et une absolue conviction - Chaque seconde est jouée avec le cœur ». En 2003, le magazine le classa même 150 de ses Les 500 plus grands albums de tous les temps selon Rolling Stone, passant même à 149 en 2012. Colin Larkin le jugea un parfait exemple de Latin rock dans son Encyclopedia of Popular Music.

## Titres
Tous les titres sont du Santana Band, sauf mentions contraires.
1. Waiting - 4:04
2. Evil Ways (S. Henry) - 3:56
3. Shades of Time - 3:13
4. Savor - 2:45
5. Jin-go-lo-ba (Babatunde Olatunji) - 4:21
6. Persuasion - 2:35
7. Treat - 4:43
8. You Just Don't Care - 4:35
9. Soul Sacrifice - 6:38,

La réédition faite en 1998 sous forme de CD comprend en outre trois titres enregistrés au Festival de Woodstock en 1969:
1. Savor - 5:27
2. Soul Sacrifice - 11:39
3. Fried Neckbones - 7:13

## Musiciens
- Carlos Santana (guitare, chant)
- Gregg Rolie (orgue, piano, chant)
- David Brown (basse)
- Michael Shrieve (batterie)
- Michael Carabello (timbales, congas, percussions)
- Jose 'Chepito' Areas (timbales, congas, percussions)
- Marcus Malone - congas (non crédité)

### Production
- Brent Dangerfield et Santana Band - production
- David Brown - ingénieur du son
- Lee Conklin - pochette
- David Rubinson - producteur (premières sessions 27, 29 janvier 1969)